# Мотовилов Микола Олександрович
Микола Олекса́ндрович Мотови́лов (рос. Николай Александрович Мотовилов; 25 травня 1809 — 27 січня 1879) — симбірський і арзамаський поміщик, співбесідник преподобного Серафима Саровського і його перший біограф, багаторічний опікун Серафимо-Дивеєвської обителі.

## Життєпис
Народився в родині православних християн дворянського звання Олександра Івановича Мотовилова і Марії Олександрівни, до шлюбу Дурасової.
З 9 серпня 1823 року по 1826 рік Микола Олександрович вчився в Імператорському Казанському університеті. Якийсь час Мотовилов у Казані, готуючись до вступу в університет, проходив навчання в пансіоні німця Лейтера, випускника Лейпцизького університету.
У віці 22-х років Микола Мотовилов був зцілений отцем Серафимом від важкої ревматичної хвороби з розслабленням всього тіла і відняттям ніг, що тривала три роки.
у своїй книзі «Записки Миколи Олександровича Мотовилова, служки Божої Матері і преподобного Серафима» згадує деякі обставини канонічного прославлення святителя Митрофана. Зокрема він пише, що за його участю була переписана набіло і подана імператору повна служба святителю Митрофану, а також створений повний життєпис святителя. При цьому, посилаючись на слова митрополита Антонія, Микола Мотовилов звертає увагу, що у справі відкриття мощей і прославленні святителів Митрофана Воронізького і Тихона Задонського дуже допоміг Олексій Олександрович Павлов, чиновник при обер-прокурорі Священного Синоду, зять генерала Олексія Єрмолова.